# Сталінград (фільм, 2013)
«Сталінград» (рос. Сталинград) — російська військова драма режисера Федора Бондарчука; перший російський кінофільм, знятий у форматі IMAX 3D
Фільм вийшов в український широкий прокат 10 жовтня 2013 року.

## Зміст
1942-й рік. Сталінград. Радянські війська планують контрнаступ на німецькі частини, що зайняли правий берег Волги. Наступ зірвано. Лише розвідникам під командуванням капітана Громова вдається перебратися на інший берег і закріпитися в одному з будинків. Їм дано наказ утримати його за всяку ціну. Крім кількох дивом уцілілих радянських солдатів, вони знаходять в будинку його останню мешканку — 19-річну Катю. Наказ відбити будинок, захоплений противником, отримує німецький офіцер Кан. На тлі однієї з найбільш кровопролитних битв в історії людства розгортаються історії кохання і драматичного протистояння характерів.

## Ролі
| Актор                   | Роль                                          |
| ----------------------- | --------------------------------------------- |
| Петро Федоров           | капітан Громов                                |
| Марія Смольнікова       | Катя                                          |
| Яна Студіліна           | Маша                                          |
| Дмитро Лисенков         | снайпер Чванов                                |
| Олексій Барабаш         | розвідник Олександр Никифоров («німий» тенор) |
| Андрій Смоляков         | сержант-артилерист Поляков (Ангел)            |
| Сергій Бондарчук (мол.) | лейтенант Сергій Астахов (Тютя)               |
| Олег Вовкові            | головний старшина Краснов                     |
| Томас Кречманн          | капітан Пітер Канн                            |
| Юрій Назаров            | навідник                                      |
| Наталія Кадочникова     | Зойка Антонова                                |

### Передісторія
Федір Бондарчук, Андрій Смоляков і Томас Кречманн вже знімалися у фільмах з назвою «Сталінград»: Томас в німецькому, а Андрій і Федір — в радянському, коли Бондарчук був студентом, у свого педагога по режисерсько-постановочному факультету ВДІКу  Ю. Н. Озерова.

### Сценарій
Оригінальний сценарій Іллі Тилькин не має літературного джерела. Сценарист вивчав щоденники учасників Сталінградської битви, використовував музейні архіви та документи, записував розповіді її учасників [джерело не вказане 4321 день].
Прообразом будинку у фільмі став легендарний Будинок Павлова в  Сталінграді і його історія. Напередодні запуску у виробництво сценарій був значно перероблений, включаючи сюжет і діалоги, режисером і сценаристом Сергієм Снєжкін.

### Музика у фільмі
- Музика до фільму Анджело Бадаламенті.
- Арія Каварадоссі з опери «Туга» Джакомо Пуччіні у виконанні Сергія Лемешева.
- Пісня «Легенда» (В. Цой) у виконанні Земфіри.

## Нагороди та номінації
- Премія «Золотий орел» :
  - За найкращу операторську роботу — Максим Осадчий
  - За найкращу роботу художника- постановника — Сергій Іванов
  - За найкращу роботу художника по костюмах — Тетяна Патрахальцева
  - За найкращу роботу звукорежисера — Ростислав Алімов
- Номінації на премію "Золотий
  - За найкращий фільм
  - За найкращий монтаж — Ігор Літонінскій
- Премія «Ніка»:
  - За найкращу роботу художника-постановника — Сергій Іванов
  - За найкращу роботу художника по костюмах — Тетяна Патрахальцева
  - За найкращу роботу звукорежисера — Ростислав Алімов
- Номінації на премію «Ніка»:
  - За найкращий ігровий фільм
  - За найкращу режисерську роботу — Федір Бондарчук
  - За найкращу операторську роботу — Максим Осадчий
  - За найкращу чоловічу роль другого плану — Томас Кречманн

## Прокат
Фільм вийшов у широкий прокат в Україні 10 жовтня 2013.

## Знімальна група
- Режисер — Федір Бондарчук
- Сценарист — Ілля Тилькин, Сергій Снєжкін
- Продюсер — Олександр Роднянський, Дмитро Рудовський, Сергій Мелькумов
- Композитор — Анджело Бадаламенті

## Помилки у фільмі
Герой Томаса Кречманна говорить Маші, що він з благородного прусського роду і його запрошував фельдмаршал Паулюс до себе додому. Однак, дії фільму відбуваються в 1942 році, в той час як Паулюс отримав звання фельдмаршала тільки в січні 1943 року.
Будинок Павлова (4-поверховий житловий будинок, розташований на площі Леніна у Волгограді) і фонтан (Привокзальна площа) не могли перебувати на одній площі. Також поруч не може стояти і Театр ім. Горького.
Танки T- IV mod.Ausf.H, які використовувалися для штурму будинку, з'явилися на полях битв тільки в квітні 1943 року. В той час як Сталінградська битва закінчилася 2 лютого 1943 .